# 榉溪乡
榉溪乡，是中华人民共和国四川省绵阳市盐亭县曾经下辖的一个乡。2019年12月，撤销榉溪乡、五龙乡和八角镇，设立九龙镇。

## 行政区划
榉溪乡撤销前下辖以下地区：
任广村、华严村、九龙村、泗兴村、桃花村、千佛村和常绿村。